# Yuri Korolev
Yuri Nikolaevich Korolev, em russo:  Юрий Николаевич Королев, (Vladimir, 25 de agosto de 1962 – 29 de abril de 2023) foi um ginasta russo que competiu em provas de ginástica artística pela União Soviética.

## Biografia
Sob os treinamentos de Alexander Fedorov, Korolev iniciou a carreira disputando o Campeonato Soviético Júnior, do qual saiu-se vitorioso na disputa por equipes e no solo. No ano seguinte, aos dezesseis, subiu ao pódio com medalhas de prata e bronze no Soviético Júnior e na Copa Soviética. Em 1979, no Torneio da Amizade Júnior, conquistou cinco medalhas: ouro por equipes, concurso geral, solo e barra fixa e prata no cavalo com alças. Em 1980, fora o terceiro colocado geral de nova edição do Campeonato Soviético. Em seguida, estreou no Campeonato Europeu Júnior, do qual saiu como medalhista de ouro no individual geral, solo, cavalo com alças e barras paralelas e prata na barra fixa.
Em 1981, competindo na categoria sênior, disputou as provas do Campeonato Europeu e fez nova estreia no Campeonato Mundial. Em 1986, participou de uma edição da Copa do Mundo, na qual subiu ao pódio por cinco vezes: ouro no concurso geral, por equipes, nas argolas e no salto sobre a mesa, e prata no solo.
Entre seus maiores aquivamentos estão nove ouros, três pratas e um bronze em quatro edições de campeonatos mundiais, sete medalhas de ouro, cinco de prata e uma de bronze em duas edições europeias e o movimento Korolev, de execução para a saída das argolas. Apesar da carreira bem sucedida, o ginasta nunca disputou uma edição olímpica.
Morreu em 29 de abril de 2023, aos sessenta anos.